# Trumspindel
Trumspindel (Anyphaena accentuata) är en art i familjen spökspindlar. Den kallas ibland även för spökspindel.
En underart finns: A. a. obscura.

## Kännetecken
Honan har en kroppslängd på omkring 4,5 till 7,5 millimeter och hanen på omkring 4 till 6,5 millimeter. Färgteckningen går vanligen i gulaktiga och gråaktiga till något brunaktiga nyanser med mörkare markeringar, men även helt mörka individer kan sällsynt förekomma. På ovansidan av bakkroppen, vilken är mer rundad hos honan och mer långsmal hos hanen, finns en ljusare fläckar med en arttypisk mörkare teckning. Benen är långa och häfthåren på klorna är klubbformade. Säreget för spindlar som tillhör denna familj är att öppningarna till trakéerna (trakéspiraklerna) sitter tydligt synliga halvvägs mellan könsöppningarna och spinnvårtorna på bakkroppens undersida. Hos andra spindlar sitter trakéöppningarna nära spinnvårtorna.

## Utbredning
Trumspindeln förekommer i större delen av Europa och centrala Asien, främst i träd- och buskskiktet i lövskogar och skogar med inslag av lövträd. I Sydeuropa finns flera närstående arter.

## Levnadssätt
Trumspindeln är en nattaktiv spindel som fångar olika små insekter. Den lever mestadels i träd och buskar, och hittas ibland även på andra vertikala ytor som husväggar. De blir vuxna på våren och bygger ett gömsle i löv. Där lägger senare honan sina ägg. Ungarna växer till under sommarhalvåret och övervintrar under bark eller på liknande ställen som nästan vuxna (subadulta). Hanen lockar till sig honor genom att vibrera med bakkroppen så att ett surrande eller trummande ljud uppstår.